# Nová synagoga v Dobříši
Bývalá nová synagoga, vybudovaná v letech 1903–1904 ve městě Dobříši, stojí na severozápadním rohu Mírového náměstí čp. 68 u ulice Čs. armády.
Postavena byla v novorománském slohu podle návrhu architekta Aloise Richtera. Orientována je směrem k severu, což je v Česku ojedinělou výjimkou. Svému účelu sloužila do roku 1938. Za 2. světové války objekt sloužil jako skladiště obilí, pak jako muzejní sklad a od roku 1955 je využíván jako kulturní dům. V horním patře se pořádají výstavy, přízemí dává prostor pro koncerty a další kulturní akce, konají se zde také schůze městského zastupitelstva.
Během a po druhé světové válce byla budova opomíjena a chátrala, roku 1959 byla zbořena věž v jejím průčelí a hlavní modlitební sál rozdělil strop na dvě podlaží. Po rekonstrukci z roku 2008 byly na horní štít vráceny Mojžíšovy desky. Ve městě se do roku 1960 nacházela též stará synagoga a je zde i židovský hřbitov.